# Axel Richter

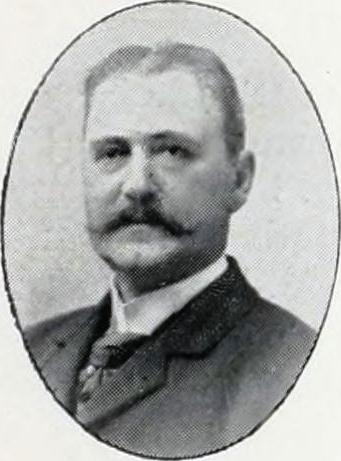
Axel Edvard Theodor Richter

Axel Edvard Theodor Richter, född 15 juli 1837 i Kristianstad, död 22 oktober 1904 i Malmö, var en svensk industriman.
Richter var far till bland andra Axel och Percival Richter.
Richter, som var son till kapten Johan Gottfrid Richter och Maria Kristina Mellberg, övertog 1864 Richters bryggeri i Malmö från sin bror August Richter. Richter var ledamot i styrelsen för Sparbanken Bikupan i Malmö från 1890 och i styrelsen för Malmö–Genarps Järnvägs AB; verkställande direktör för Richters Bryggeri AB från 1897; ordförande i styrelsen för Christianstads Enskilda Banks avdelningskontor i Malmö 1896–1901 och i styrelsen för Bankaktiebolaget Södra Sveriges avdelningskontor där från 1902. Han var även ledamot av Malmö stadsfullmäktige 1887–1902.
Han var gift med Carolina Ryberg (1848–1921) som var född i Malmö. Makarna är begravda på Sankt Pauli norra kyrkogård i Malmö.